# Al Riley
Pour les articles homonymes, voir Riley.
Al Riley (né le 4 mars 1953) est un ancien membre démocrate de la Chambre des Représentants de l'Illinois, représentant le 38e district entre janvier 2007 et janvier 2019. Le district comprend tout ou partie de Country Club Hills, Flossmoor, Franckort et Frankfort Square, Hazel Crest, Homewood, Markham, Matteson, Oak Forest, Olympia Fields, Park Forest, Richton Park, Tinley Park, et University Park.
Le 26 septembre 2017, Riley a annoncé qu'il ne chercherait pas à être réélu pour un septième mandat.

## Jeunesse
Riley est urbaniste et statisticien de profession, ayant publié et mené des recherches dans les domaines de l'éducation, de l'analyse économique, des essais cliniques sur le cancer et de la planification de la santé. Il a occupé des postes de direction dans l'enseignement supérieur, dans le gouvernement du comté, dans la recherche médicale et dans le secteur privé. Sa formation comprend : BA, géographie économique/enseignement secondaire, Chicago State University ; Master en urbanisme et analyse des politiques et études doctorales en analyse des politiques économiques, Université de l'Illinois à Chicago.
Les postes professionnels, élus et civiques antérieurs ou actuels comprennent : professeur adjoint, commerce et administration publique, Governors State University (1997-2011) ; administrateur du village d'Olympia Fields (1994-2005); Administrateur, canton de Rich (2005); membre de l'American Institute of Certified Planners; Association américaine de planification ; membre du Conseil des anciens élèves du Collège d'urbanisme et d'administration publique de l'UIC ; Association américaine de statistique, Conseil d'administration, Conseil Calumet, Boy Scouts of America ; et le Conseil de l'Orchestre Philharmonique de l'Illinois. Il a servi dans l'armée des États-Unis dans des rôles actifs et de réserve dans les branches des opérations psychologiques et des affaires civiles (1972-1978).

## Carrière politique
Riley a occupé le poste de leader adjoint de la majorité à la Chambre des représentants de l'Illinois pendant deux mandats au cours de son mandat de douze ans. Riley occupe également le poste élu de superviseur du canton de Rich dans le comté de Cook, dans l'Illinois. Il occupe ce poste depuis 2006. Riley est également l'un des deux membres du Comité central de l'État du deuxième district du Congrès de l'Illinois, poste qu'il partage avec Robin Kelly, membre du Congrès du deuxième district du Congrès.
Membre de sept comités de la Chambre et de cinq sous-comités au cours de son dernier mandat, Riley a présidé l'important comité de la Chambre sur l'administration du gouvernement de l'État. Il est également membre de la Commission bipartite et bicamérale sur les prévisions et la responsabilité gouvernementales (COGFA), qui « a pour mandat de faire rapport à l'Assemblée générale sur les tendances économiques en relation avec la planification et la budgétisation à long terme ; et d'étudier et de faire les recommandations qu'il juge appropriées sur les politiques économiques et fiscales locales et régionales et sur la politique fiscale fédérale telle qu'elle peut affecter l'Illinois ».